# 大中臣今麻呂
大中臣 今麻呂（おおなかとみ の いままろ）は、奈良時代の貴族。右大臣・大中臣清麻呂の六男。官位は従五位下・大判事。

## 経歴
宝亀9年（778年）光仁天皇が父の右大臣・清麻呂の邸宅に行幸した際に従五位下に叙爵し、翌宝亀10年（779年）左兵衛員外佐に任ぜられる。
桓武朝でも、天応元年（781年）右大舎人助、天応2年（782年）大判事と京官を歴任した。

## 官歴
『続日本紀』による。
- 時期不詳：正六位上
- 宝亀9年（778年） 4月18日：従五位下
- 宝亀10年（779年） 9月4日：左兵衛員外佐
- 天応元年（781年） 4月8日：右大舎人助
- 天応2年（782年） 2月7日：大判事

## 系譜
「中臣氏系図」『群書類従』巻62所収による。
- 父：大中臣清麻呂
- 母：不詳
- 生母不明の子女
  - 男子：大中臣常麻呂
  - 男子：大中臣有継